# 포탄

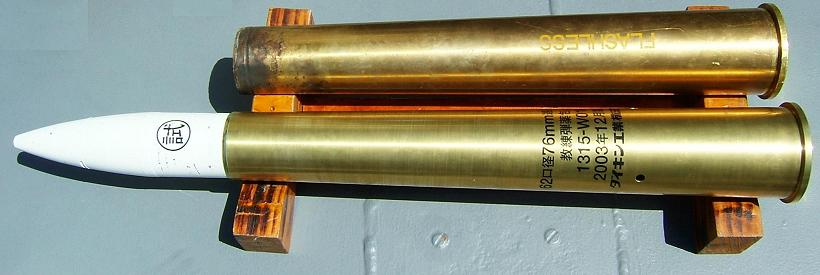
포탄

대포알(大砲 - , 영어: shell, bombshell) 또는 포알(砲-), 포탄(砲彈)은 대포에 사용되는 탄환이다.

## 조명탄
현대의 조명탄은 포탄의 일종이다. 일반적으로 조명탄은 약 60초 간 타오른다. 영어로 스타셸(startshell)이라고 부른다.
조명탄은 (a 'color' star cluster)라고 쓰이기도 한다. 예를 들어 초록색 조명탄이면 a green star cluster라고 쓰인다. 

## 같이 보기
- 총포신
- 탄약